# Mahmutbeyli, Kavak
Mahmutbeyli là một xã thuộc huyện Kavak, tỉnh Samsun, Thổ Nhĩ Kỳ. Dân số thời điểm năm 2010 là 177 người.